# Aberdaron
Aberdaron es una comunidad y antiguo pueblo pesquero en el extremo oeste de la península de Lleyn (en galés: Penrhyn Llŷn, en inglés: Lleyn Peninsula) en el condado galés de Gwynedd. Se encuentra av14,8 millas (23,8 km) al oeste de Pwllheli y 33,5 millas (53,9 km) al suroeste de Caernarfon, y posee una población de 1.019 habitantes. A veces se le hace alusión como el "Land's End de Gales" (en galés: Pendraw'r Byd).
El pueblo era el último punto de descanso para los peregrinos hacia la isla Bardsey (en galés: Ynys Enlli), la legendaria isla de los 20.000 santos. Ahora es un famoso destino de veraneo. La playa recibió el Premio Playa (Seaside Award) en 2008, y las aguas de la costa forman parte del Área Especial de Conservación Pen Llŷn a'r Sarnau (en galés: Ardal Cadwraeth Arbennig Pen Llŷn a'r Sarnau), uno de los mayores lugares marinos designados en el Reino Unido. La misma costa forma parte del Área de Protección Especial Glannau Aberdaron ac Ynys Enlli (en galés: Ardal Gwarchodaeth Arbennig Glannau Aberdaron ac Ynys Enlli), y en 1956 se incluyó en el Área de Extraordinaria Belleza Natural de Llŷn {en galés: Ardal o Harddwch Naturiol Eithriadol Llŷn); fue nombrada Patrimonio de Costa en 1974. Cadw’r Lliw yn Llŷn, un programa para manejar brezales, se estableció en 2004, y se ha concentrado en la isla de Bardsey, Braich y Pwll y Mynydd Rhiw. Se han creado Áreas de conservación en Aberdaron, en la isla de Bardsey y en Y Rhiw; y el área ha sido designada Paisaje de Interés Histórico.
La isla Bardsey, el área costera alrededor de Porthor y los pueblos cercanos de Anelog, Llanfaelrhys, Penycaerau, Rhoshirwaun, Rhydlios, Uwchmynydd y Y Rhiw, están incluidos en la comunidad.

## Historia
Aberdaron significa Boca del Río Oak, una referencia al Afon Daron que fluye hacia Bae Aberdaron en el pueblo.
Los hallazgos de la fortificación de la Edad del Hierro en Castell Odo, en Mynydd Ystum, uno de los sitios arqueológicos más importantes en Gales, sugieren que el área alrededor de Aberdaron se había colonizado tempranamente, cuando una ola de colonos celtas exploraron el mar de Irlanda, probablemente sobre el siglo IV a. C. La construcción era completamente defensiva, pero en fases posteriores parece que la defensa tuvo una importancia menor y en la última fase las murallas fueron deliberadamente aplanadas, lo que sugiere que ya no había necesidad de defenderse. Parece que para entonces Aberdaron era una comunidad agrícola pacífica. Ptolomeo llama a la península de Llŷn Ganganorum Promontorium (Península de los Gangani); los Gangani eran una tribu celta-irlandesa y se piensa que debieron de tener vínculos fuertes y amistosos con Leinster.

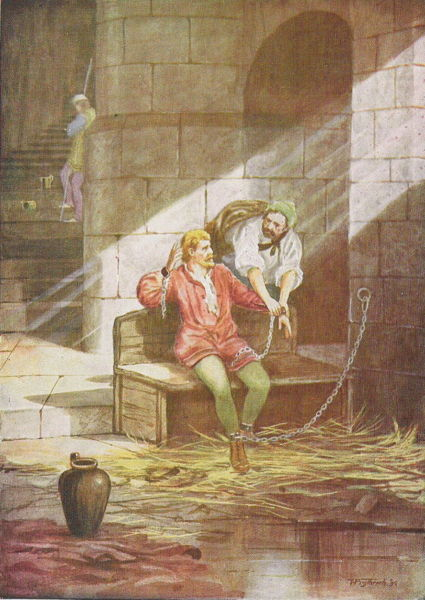
Tras Gruffudd ap Cynan, el rey de Gwynedd, escapó de prisión en Chester, buscó asilo en la iglesia de San Hywyn y huyó en el bote de los monjes.

La iglesia en Aberdaron tenía el antiguo privilegio de derecho de asilo. En 1094 Gruffudd ap Cynan, el exiliado rey de Gwynedd, buscó refugio en la iglesia mientras intentaba recuperar su trono. Escapó en el bote de la comunidad monástica hacia Irlanda. Recuperó sus territorios en 1101, y en 1115 Gruffydd ap Rhys, el exiliado príncipe de Deheubarth, se refugió en Aberdaron para escapar de la captura del gobernador de Gwynedd. Enrique I de Inglaterra había invadido Gwynedd el año anterior y, enfrentado por una fuerza abrumadora, Gruffudd ap Cynan había sido forzado a rendir homenaje y pagar una multa sustancial a Enrique. El rey de Gwynedd, buscando la manera de entregar al príncipe exiliado a Enrique, ordenó que el príncipe fugitivo fuera sacado de la iglesia por la fuerza, pero sus soldados fueron rechazados por los clérigos locales. Gruffydd ap Rhys escapó bajo la protección de la noche y huyó al sur para reunirse con sus partidarios en Ystrad Tywi.
Tras la conquista de Gwynedd, en 1284 Eduardo I de Inglaterra comenzó a recorrer sus nuevos territorios. Visitó los castillos en Conwy y Caernarfon. La corte tuvo lugar en Nefyn, donde se esperaba que sus nuevos súbditos le demostraran lealtad. Visitó Aberdaron de camino a Bardsey Abbey.
Después de la Guerra Civil Inglesa, cuando los parlamentarios bajo Oliver Cromwell introdujeron un fuerte régimen protestante, el catolicismo permaneció como religión dominante en el área. Los católicos, que habían apoyado enormemente al bando Real, fueron considerados a menudo como traidores y hubo esfuerzos para erradicar esta religión. La persecución se extendió incluso a Aberdaron, y en 1657 Gwen Griffiths de Y Rhiw fue convocado a las Quarter Sessions como Papista.
La mejora agraria y la Revolución industrial llegaron a Aberdaron en el siglo XIX. Se pretendía que el Acta de Cercamiento (Consolidación) de 1801 facilitara a los terratenientes cercar y mejorar las tierras comunes; introducir eficiencia incrementada; llevar a más tierras el arado; y reducir los altos precios del producto agrícola. Rhoshirwaun Common, tras una fuerte oposición, fue cercada en 1814; mientras que el proceso se completó en Aberdaron, Llanfaelrhys y Y Rhiw hasta 1861. En cuanto a la industria, la minería se desarrolló como una importante fuente de empleo, especialmente en Y Rhiw, donde se descubrió manganeso en 1827.
Durante la Segunda Guerra Mundial, Y Rhiw desempeñó un papel vital en los entrenamientos para la batalla de Normandía. Un equipo de ingenieros electrónicos instalaron una estación de radio experimental de UHF, desde donde eran capaces de establecer comunicación directa con las estaciones en Fishguard y Llandudno. El sistema empleaba una frecuencia que las fuerzas alemanas eran incapaces ni de monitorizar ni de interferir, y se usó en los desembarcos de 1944.

## Gobierno

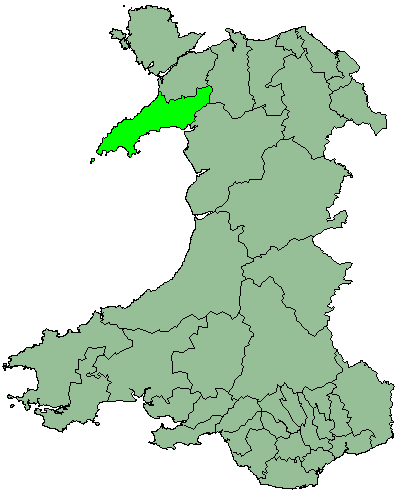
Entre 1974 y 1996, Aberdaron formaba parte del distrito Dwyfor.

Aberdaron, la isla Bardsey, Bodferin, Llanfaelrhys y Y Rhiw eran parroquias civiles en Cwmwd Cymydmaen dentro de Cantref Llŷn, en Caernarfonshire. Tras el Acta de Enmienda de Ley de Asistencia Pública de 1834, las parroquias se agruparon en uniones; se creó la Unión de Ley de Asistencia Pública de Pwllheli en 1837. Según las provisiones del Acta de Salud Pública de 1848 el área cubierta por la unión de ley de asistencia pública pasó a ser Distrito Rural Sanitario Pwllheli, que desde 1889 formó una segunda fila de gobierno local por el Concejo Condal de Caernarfonshire. Y Rhiw fue absorbida en otro más pequeño: Llanfaelrhys, en 1886; y por el Actoa de Gobierno Local de 1894 las cuatro parroquias restantes pasaron a formar parte del Distrito Rural de Lleyn; Bodferin, Llanfaelrhys y ciertas partes de Bryncroes y Llangwnnadl se amalgamaron en Aberdaron en 1934. El Distrito Rural de Lleyn se abolió en 1974, y la isla Bardsey fue absorbida por Aberdaron para formar una comunidad dentro del Distrito Dwyfor en el nuevo condado de Gwynedd; Dwyfor fue abolido cuando Gwynedd pasó a ser autoridad unitaria en 1996.
Ahora la comunidad forma una división electoral del Cyngor Gwynedd, y elige un consejero. William Gareth Roberts del Plaid Cymru fue reelegido en 2008. El Concejo de la Comunidad de Aberdaron posee 12 miembros electos, que representan tres distritos electorales: Aberdaron De, Aberdaron Dwyrain y Aberdaron Gogledd. Diez consejeros independientes y uno del Plaid Cymru fueron elegidos sin oposición en las elecciones de 2008.
Desde 1950, Aberdaron ha formado parte de la circunscripción electoral parlamentaria de Caernarfon y ha sido representada por Hywel Williams del Plaid Cymru desde 2001. Desde 2007, en la Asamblea Nacional de Gales ha formado parte de la circunscripción electoral a la Asamblea en Dwyfor Meirionnydd, representada por Dafydd Elis-Thomas, el Oficial Presidente de la Asamblea Nacional de Gales, y también del Plaid Cymru. La circunscripción electoral forma parte de la región electoral de Centro y Oeste de Gales.

## Geografía

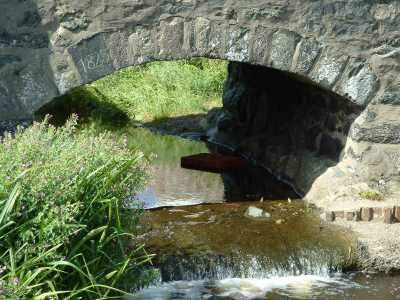
El puente sobre el Afon Cyll-y-Felin fue uno de los dos construidos en 1823 en el centro de Aberdaron.

Aberdaron se alza en la costa de Bae Aberdaron (Bahía Aberdaron) en un pequeño valle en la confluencia del Afon Daron y el Afon Cyll-y-felin (Río Avellano del Molino), entre los cabos de Uwchmynydd al oeste y Trwyn y Penrhyn (Nariz de la Península) al este. Al comienzo de la bahía se encuentran dos islas: Ynysoedd Gwylanod: Ynys Gwylan-fawr y Ynys Gwylan-fach (Islas de las Gaviotas: Gran Isla de las Gaviotas y Pequeña Isla de las Gaviotas). La península de Lleyn es una plataforma marina erosionada, una extensión del macizo de Snowdonia, con un complejo geológico que alberga rocas precámbricas. La línea de costa es rocosa, con riscos, pedregales y bajos acantilados; las colinas cubiertas por brezos están separadas por valles con pastos.
Al este, Mynydd Rhiw, Mynydd y Graig y Mynydd Penarfynydd forman una larga serie de 3 millas (4,8 km) de cantos de tipo hogback de roca ígnea que alcanza el mar en Trwyn Talfarach. Por encima de 800 pies (244 m) los cantos están encabezados por difíciles gabros. En su límite norte Mynydd Rhiw se alza hasta los 1000 pies (305 m), el aflormaiento de Clip y Gylfinhir (en inglés: Curlew's Crag; en español: Peñasco del Zarapito) surgiendo por encima del pueblo de Y Rhiw. Mynydd Penarfynydd es una de las mejores exposiciones de roca intrusiva ígnea acodada en las islas británicas.

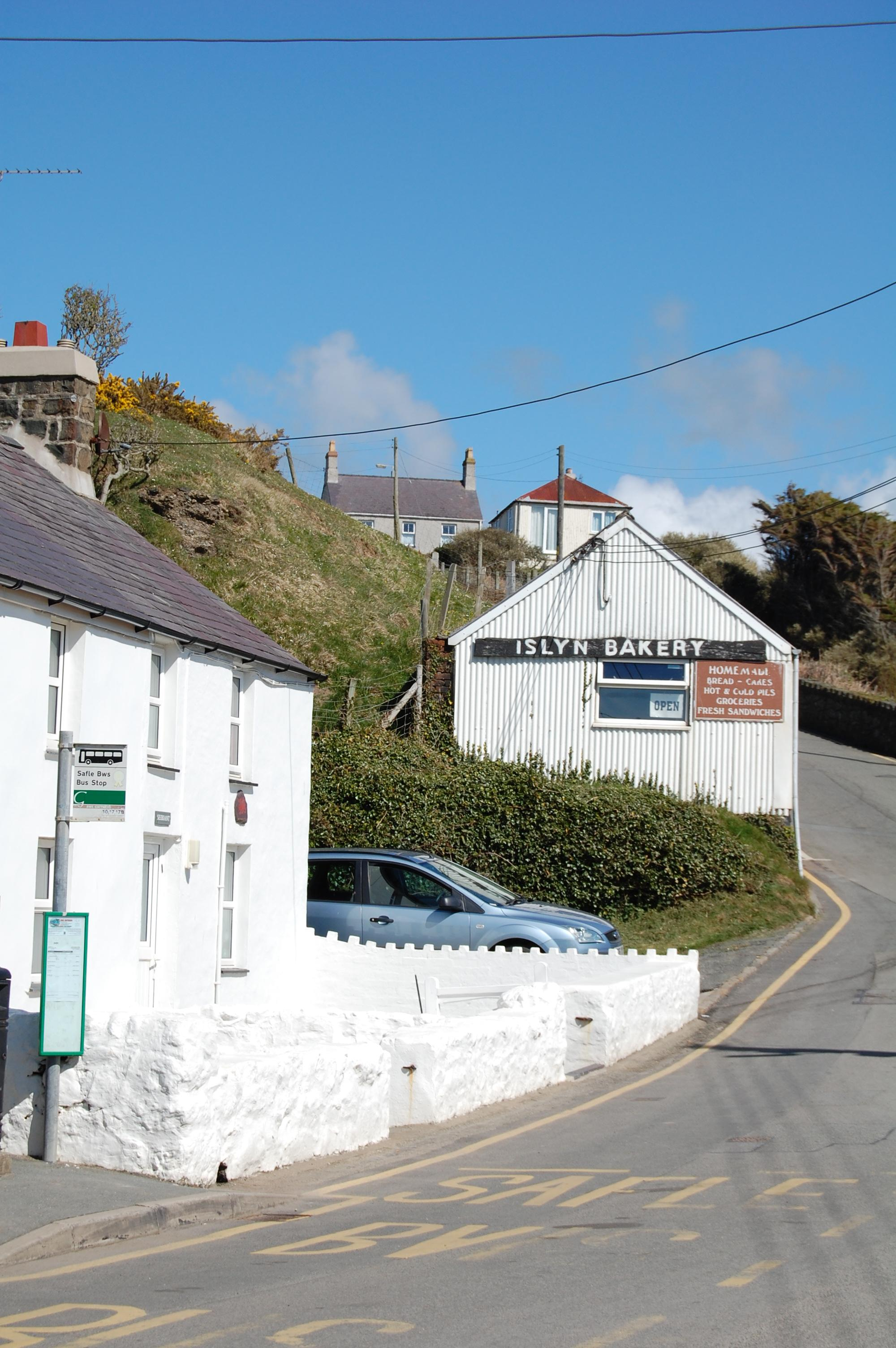
Islyn Bakery, construido en hierro acanalado, está en la carretera principal hacia Pwllheli, que asciende progresivamente por el valle de Daron.

Al este de Y Rhiw está una extensa meseta de baja altura, 65 pies (20 m) y 100 pies (30 m) sobre el nivel del mar. La roca costera es más suave en este lugar y el mar ha erosionado libremente la roca y arcilla de roca para formar arena, obteniendo como resultado la espaciosa playa de Porth Neigwl (en inglés: Hell's Mouth; en español: Boca del Infierno).
Al oeste de Aberdaron se alzan cuatro picos por encima de la rocosa línea de costa en Uwchmynydd. Mynydd Anelog alcanza los 620 pies (189 m) de alto, Mynydd Mawr (Montaña Grande) los 490 pies (149 m), Mynydd y Gwyddel (Montaña del Irlandés) los 295 pies (90 m) y Mynydd Bychestyn los 330 pies (101 m) sobre el nivel del mar.
La isla Bardsey se sitúa a 1,9 millas (3,1 km) de Pen y Cil. La isla tiene 0,6 millas (1 km) de ancho y 1 milla (1,6 km) de largo. El noreste se alza escalonadamente desde el mar hasta una altura de 548 pies (167 m). El llano occidental, por el contrario, comprende tierra de cultivo baja y relativamente llana. Al sur la isla se estrecha en un istmo, conectando con una península.
La costa alrededor de Aberdaron ha sido la escena de un gran número de naufragios. En 1822 el barco auxiliar del faro de la isla Bardsey se hundió, con la pérdida de seis vidas, y en 1752 la goleta John the Baptist (Juan el Bautista) que transportaba un cargamento de avena de Wexford a Liverpool naufragó en la playa en Aberdaron. El barco de vela Newry, con 400 pasajeros desde Warrenpoint a Quebec, se hundió en Porth Orion en 1880; la tripulación abandonó a los pasajeros, dejando solo al capitán, un compañero del barco y un marinero, asistidos por tres hombres locales, para llevar a salvo a 375 hombres, mujeres y niños. Una gran tormenta barrió el país el 26 de octubre de 1859 y se perdieron muchos barcos; nueve se hundieron en Porthor, siete de ellos con completas pérdidas humanas. En la costa sur, los navíos eran llevados a menudo a tierra en Porth Neigwl por una combinación de vientos fuertes del sur y corrientes traidoras en el exterior. El Transit (Tránsito) se perdió en 1839, el Arfestone al año siguiente y el Henry Catherine en 1866. La bahía ganó su título inglés: Hell's Mouth (Boca del Infierno) por su reputación de naufragios durante los días de los barcos de vela.
| Parámetros climáticos promedio de Abersoch | Parámetros climáticos promedio de Abersoch | Parámetros climáticos promedio de Abersoch | Parámetros climáticos promedio de Abersoch | Parámetros climáticos promedio de Abersoch | Parámetros climáticos promedio de Abersoch | Parámetros climáticos promedio de Abersoch | Parámetros climáticos promedio de Abersoch | Parámetros climáticos promedio de Abersoch | Parámetros climáticos promedio de Abersoch | Parámetros climáticos promedio de Abersoch | Parámetros climáticos promedio de Abersoch | Parámetros climáticos promedio de Abersoch | Parámetros climáticos promedio de Abersoch |
| Mes                                        | Ene.                                       | Feb.                                       | Mar.                                       | Abr.                                       | May.                                       | Jun.                                       | Jul.                                       | Ago.                                       | Sep.                                       | Oct.                                       | Nov.                                       | Dic.                                       | Anual                                      |
| ------------------------------------------ | ------------------------------------------ | ------------------------------------------ | ------------------------------------------ | ------------------------------------------ | ------------------------------------------ | ------------------------------------------ | ------------------------------------------ | ------------------------------------------ | ------------------------------------------ | ------------------------------------------ | ------------------------------------------ | ------------------------------------------ | ------------------------------------------ |
| Temp. máx. media (°C)                      | 8.0                                        | 8.0                                        | 9.0                                        | 11.0                                       | 14.0                                       | 17.0                                       | 18.0                                       | 19.0                                       | 17.0                                       | 14.0                                       | 11.0                                       | 9.0                                        | 12.9                                       |
| Temp. mín. media (°C)                      | 3.0                                        | 3.0                                        | 4.0                                        | 5.0                                        | 8.0                                        | 10.0                                       | 12.0                                       | 12.0                                       | 11.0                                       | 9.0                                        | 6.0                                        | 4.0                                        | 7.3                                        |
| Precipitación total (mm)                   | 83.8                                       | 55.9                                       | 66.0                                       | 53.3                                       | 48.3                                       | 53.3                                       | 53.3                                       | 73.7                                       | 73.7                                       | 91.4                                       | 99.1                                       | 94.0                                       | 845.8                                      |
| Fuente: 17 de agosto de 2009               |                                            |                                            |                                            |                                            |                                            |                                            |                                            |                                            |                                            |                                            |                                            |                                            |                                            |

Aberdaron destaca por sus bajos niveles de contaminación del aire; el Estado de Gwynedd del Informe Medioambiental (Gwynedd State of the Environment Report) en 2004 encontró niveles de dióxido de azufre, dióxido de nitrógeno y monóxido de carbono muy bajos; y partículas muy bajas. Es uno de los pocos sitios en el Reino Unido de teloschistas, un liquen naranja claro llamativo que es muy sensible a la polución aérea. El clima es relativamente suave y, debido a la corriente del Golfo, las heladas son raras en invierno.

## Economía
Las ovejas se han criado en la península de Lleyn durante unos mil años, y las exportaciones de lana han sido importantes a lo largo de la historia. Las lanas se cardaba en casa por las gentes locales, quienes recibían un pequeño salario para cardar la lana y producir hilo. El principal producto local era el fieltro, producido empapando los paños en agua y golpeándolos con largas palas de madera hasta que la lana formaba una estera espesa que pudiera aplanarse, secarse y cortarse en diferentes longitudes. Había dos batanes en el Afon Daron, además de tres molinos, y se juntaban los líquenes alrededor de Y Rhiw, de los cuales se extraía un tinte gris. Los cultivos arables consistían principalmente en trigo, cebada, avena y patatas. Los límites de los campos se remontan varios siglos atrás y están marcados por muros, cloddiau y setos; hábitats importantes para la variedad de vida salvaje.

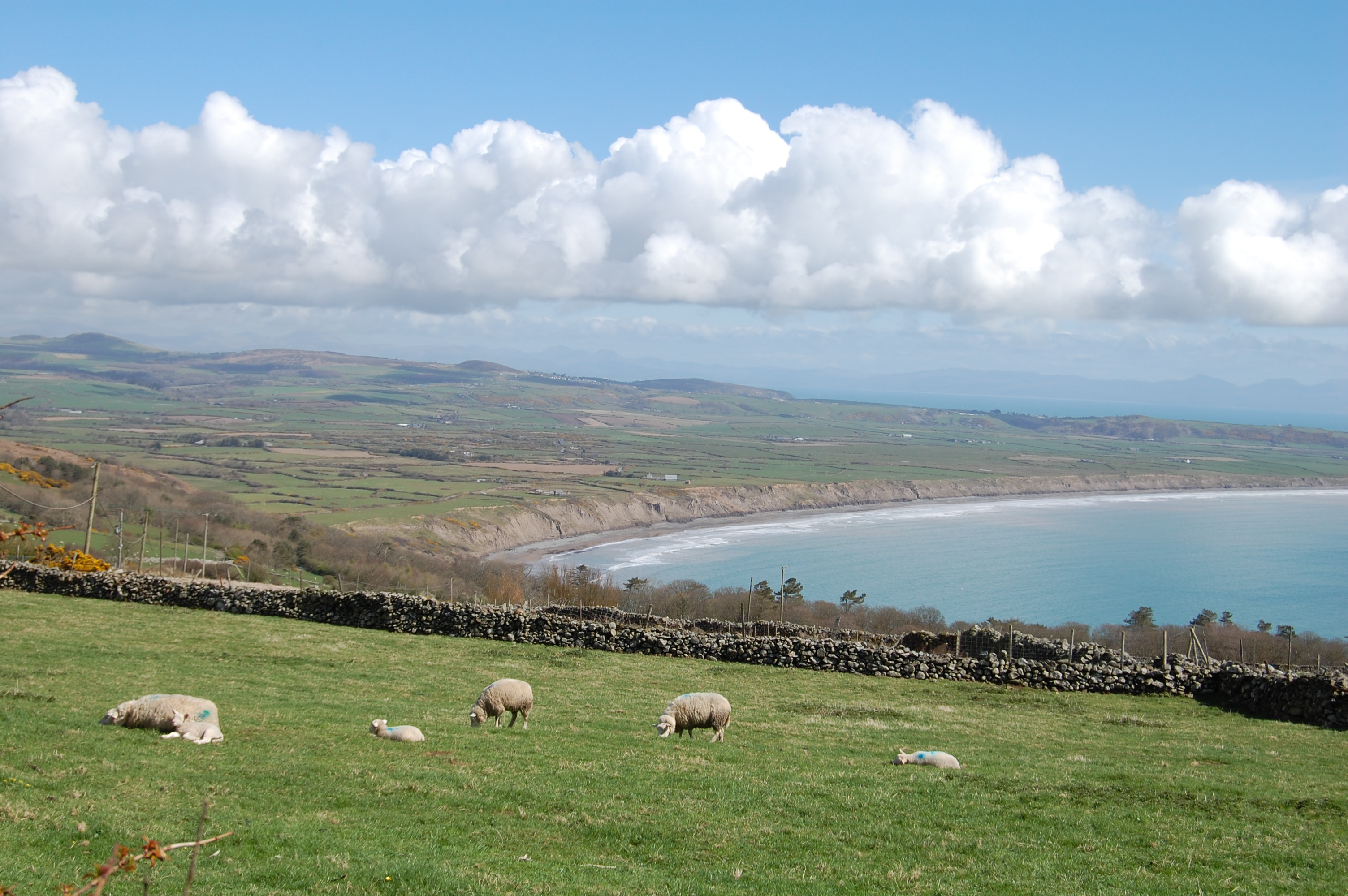
Dos marineros naufragados fueron asesinados en la playa en Porth Neigwl en 1742. Dos hombres locales de Y Rhiw fueron culpados del crimen y ahorcados.

Los hundimientos y el contrabando sevían de suplemento a los ingresos locales. En 1743 John Roberts y Huw Bedward de Y Rhiw fueron acusados de asesinar a dos marineros naufragados en la playa en Porth Neigwl el 6 de enero de 1742, y fueron ahorcados. Jonathan Morgan había sido asesinado con un cuchillo clavado en la parte posterior de su cuello y Edward Halesham, descrito como un niño, había sido ahogado hasta la muerte. Un barco que afirmaba ser de Francia desembarcó ilícito té y brandy en Aberdaron en 1767, e intentó vender su cargamento a los lugareños. Un recortador de ingresos descubrió sal de contrabando en Porth Cadlan en 1809; y se informó del descargue de cordones, té, brandy y ginebra en Y Rhiw en 1824 de una goleta en ruta desde Guernsey hacia Escocia.
Durante el siglo XIX se extrajo piedra caliza de buena calidad y una pequeña cantidad de plomo en el pueblo. El jaspe se extraía en Carreg, el granito en Porth y Pistyll, y había una fábrica de ladrillos en Porth Neigwl. La principal fuente de ingresos, sin embargo, era la pesca de arenques. Un servicio regular de pesca era operado en Liverpool, exportando cerdos, aves de corral y huevos; los navíos regresaban cargados de carbón para el vecindario. La piedra caliza también se importaba y descargada en el agua con marea alta y luego recogida de la playa cuando la marea bajaba. La cal se necesitaba para reducir la acidez del suelo local y los hornos de cal se construían en las playas en Porthor, Porth Orion, Porth Meudwy, Aberdaron y Y Rhiw para convertir la piedra caliza en cal. Se construían barcos en Porth Neigwl, donde el último barco, una balandra llamada el Ebenezer, se construyó en 1841; y en Porthor, que llegó a su fin con la construcción de una goleta: la Sarah, en 1842. El último barco de Aberdaron: la balandra Victory (Victoria), había sido construida en 1792, y el último barco en salir de Porth Ysgo había sido otra balandra: la Grace (Gracia), en 1778.

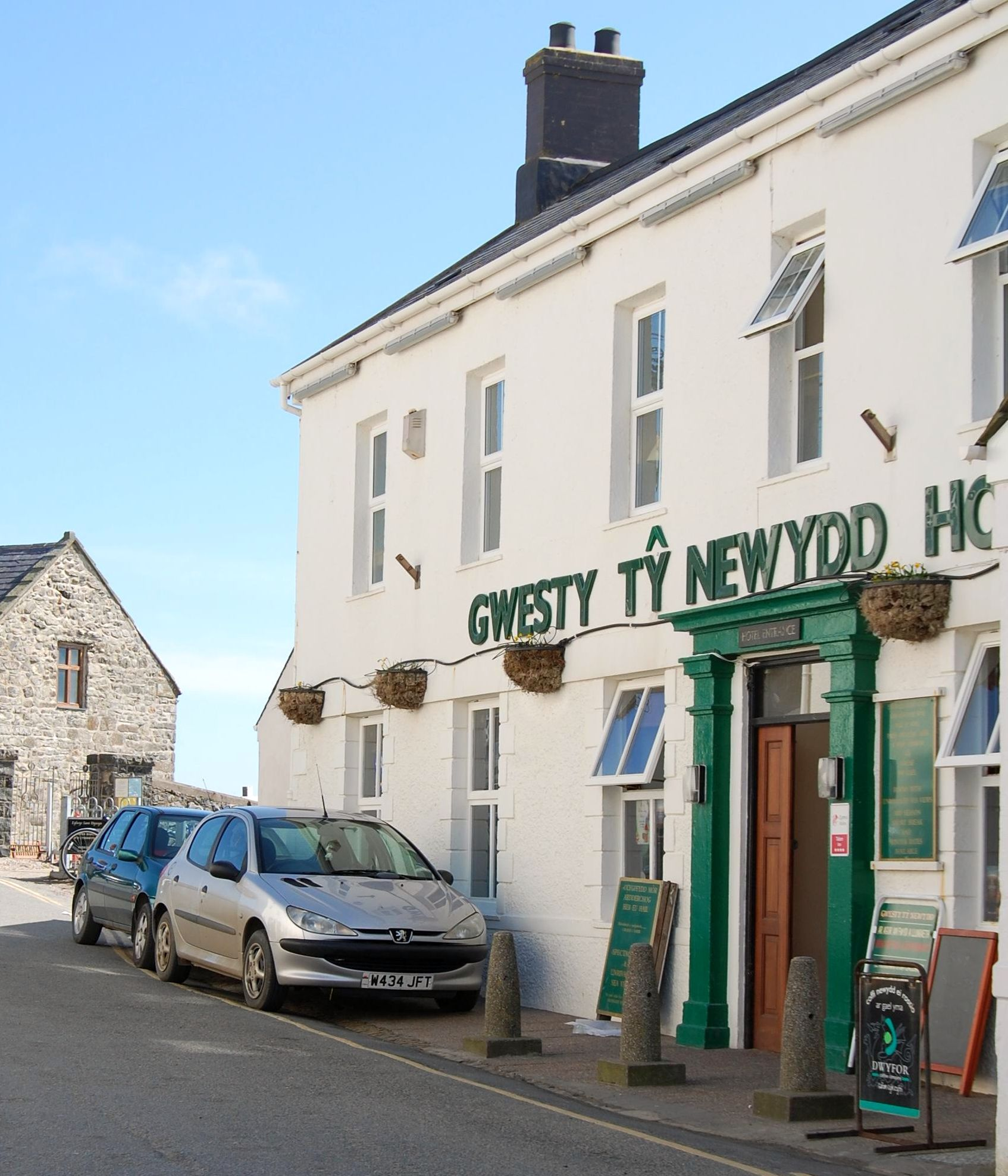
El Hotel Tŷ Newydd es uno de los dos hoteles en Aberdaron que se hicieron famosos entre los turistas en busca de el mar salubre y las brisas de la montaña.

El estallido de la Segunda Guerra Mundial conllevó una gran demanda de manganeso como agente fortalecedor para el acero. El mineral se había descubierto en Y Rhiw en 1827 y la industria pasó a ser una forma de empleo sustancial en el pueblo; sobre 115.000 toneladas de mineral se extrajeron entre 1840 y 1945, y en 1906 la industria dio trabajo a 200 personas.
El turismo empezó a coger impulso después de 1918. La primera guía turística del pueblo se había publicado en 1910 y alababa las virtudes de el mar salubre y las brisas de la montaña. Además de los dos hoteles en el pueblo, las granjas locales albergaban a visitantes, lo cual suponía una fuente extra de ingresos.
En el censo de 2001 el 59,4% de la población estaban empleados y el 23,5% eran autónomos. La tasa de desempleo era del 2,3%. El 16,0% estaban jubilados. De los empleados, el 17,7% trabajaba en la agricultura, el 15,8% en los mercados al por mayor y al por menor, el 10,7% en la construcción y el 10,5% en la educación. Los trabajadores desde casa acumulaban el 32,3%, el 15,2% se desplazaba menos de 6,2 millas (10,0 km) hasta su lugar de trabajo y el 23,6% debía desplazarse más de 25 millas (40 km). La comunidad está incluida en el Área de Regeneración de Pwllheli y Llŷn (Pwllheli and Llŷn Regeneration Area) y se identificó en la Índex Galés de Depravación Múltiple de 2005 (Welsh Index of Multiple Deprivation 2005) como la división electoral en Gwynedd con menor acceso a servicios, y obtuvo el puesto 13º en Gales. Un censo de agricultura de 2000 registró 33.562 ovejas, 4.380 becerros, 881 animales de ganado de engorde, 607 de ganado de leche y 18 cerdos. Había 310 acres (127 ha) de campos de cultivo.

## Demografía
Aberdaron tenía una población de 1.019 habitantes en 2001, de los cuales el 20,6% eran menores de 16 años y el 18,7% eran mayores de 65. Los inquilinos propietarios habitaron el 53,7% de las viviendas y el 21,7% eran alquiladas, el 19,6% eran residencias de verano. La calefacción central se instaló en el 62,8% de las viviendas, pero un 2,4% estaba sin el mero empleo de baño, ducha o aseo. La proporción de hogares que no usan vehículo era del 14,3%, pero el 40,9% tenía dos o más. La población era predominantemente blanca británica; el 97,8% se identificaban a sí mismos como tales; el 71,9% habían nacido en Gales y el 26,9% en Inglaterra.
| Cambio poblacional en Aberdaron | Cambio poblacional en Aberdaron | Cambio poblacional en Aberdaron | Cambio poblacional en Aberdaron | Cambio poblacional en Aberdaron | Cambio poblacional en Aberdaron | Cambio poblacional en Aberdaron | Cambio poblacional en Aberdaron | Cambio poblacional en Aberdaron | Cambio poblacional en Aberdaron |
| --- | ------------------------------- | ------------------------------- | ------------------------------- | ------------------------------- | ------------------------------- | ------------------------------- | ------------------------------- | ------------------------------- | ------------------------------- |
| Año | 1801                            | 1811                            | 1821                            | 1831                            | 1841                            | 1851                            | 1861                            | 1871                            | 1881                            |
| Aberdaron | 1.141                           | 1.442                           | 1.234                           | 1.389                           | 1.350                           | 1.239                           | 1.266                           | 1.247                           | 1.202                           |
| Isla Bardsey | (4)                             | 71                              | 86                              | 84                              | 90                              | 92                              | 81                              | 84                              | 132                             |
| Bodferin | 58                              | 87                              | 61                              | 56                              | 64                              | 57                              | 50                              | 62                              | 42                              |
| Llanfaelrhys | 224                             | 246                             | 262                             | 258                             | 236                             | 255                             | 208                             | 198                             | 186                             |
| Y Rhiw | 282                             | 318                             | 380                             | 358                             | 378                             | 376                             | 370                             | 340                             | 350                             |
| Total | 1.705                           | 2.164                           | 2.023                           | 2.145                           | 2.118                           | 2.019                           | 1.975                           | 1.931                           | 1.912                           |
| Año | 1891                            | 1901                            | 1911                            | 1921                            | 1931                            | 1941                            | 1951                            | 1961                            | 2001                            |
| Aberdaron | 1.170                           | 1.119                           | 1.106                           | 1.075                           | 983                             | {1}                             | 1.275                           | 1.161                           | 1.019                           |
| Isla Bardsey | 77                              | 124                             | 53                              | 58                              | 54                              | {1}                             | 14                              | 17                              | (2)                             |
| Bodferin | 45                              | 49                              | 43                              | 43                              | 36                              | {1}                             | {2}                             | {2}                             | {2}                             |
| Llanfaelrhys | 490                             | 499                             | 495                             | 449                             | 385                             | {1}                             | {2}                             | {2}                             | {2}                             |
| Y Rhiw | {3}                             | {3}                             | {3}                             | {3}                             | {3}                             | {1}                             | {2}                             | {2}                             | {2}                             |
| Total | 1.782                           | 1.791                           | 1.697                           | 1.625                           | 1.458                           | {1}                             | 1.289                           | 1.178                           | 1.019                           |
| Notas: (1) Censo no llevado a cabo en 1941 debido a la Segunda Guerra Mundial; (2) Incluida en cifra para Aberdaron; (3) Incluida en cifra para Llanfaelrhys; (4) Cifra no disponible para el censo de la isla Bardsey en 1801 Fuentes: |                                 |                                 |                                 |                                 |                                 |                                 |                                 |                                 |                                 |

## Paisajes

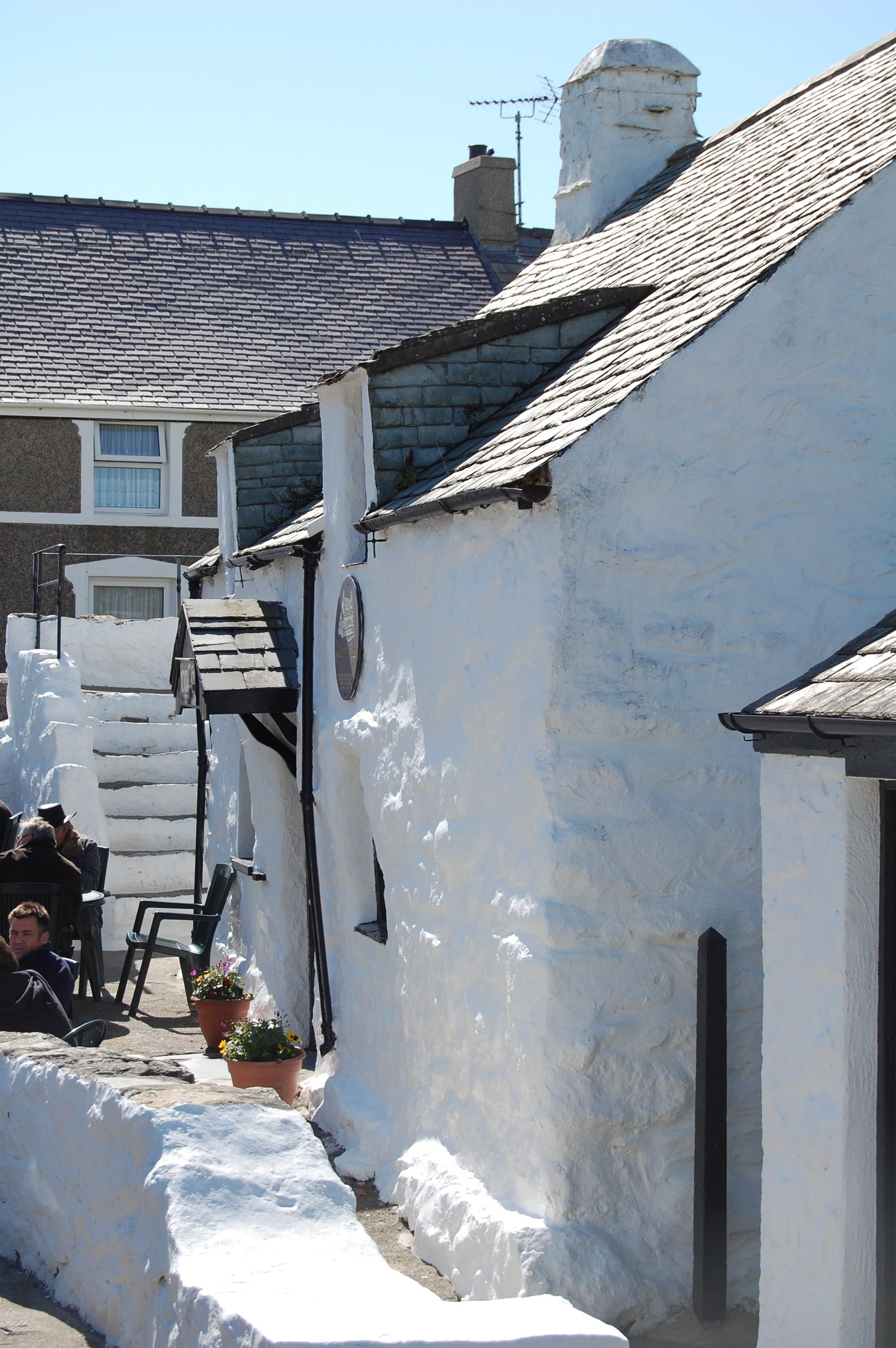
Y Gegin Fawr se construyó en el como cocina comunal para peregrinos en dirección a la isla Bardsey. Ahora sirve como salón de té.

Hay dos puentes (Pont Fawr y Pont Fach, construidos en 1823) que cruzan el Afon Daron y el Afon Cyll y Felin en el centro del pueblo. Detrás de los puentes la carretera se abre dejando en medio una pequeña plaza de mercado.  La Old Post Office fue diseñada por Clough Williams-Ellis, el arquitecto de Portmerion.
Y Gegin Fawr se construyó en el siglo XIII como cocina comunal donde los peregrinos podían obtener comida en su camino a la isla Bardsey. Aberdaron era el último lugar de la ruta de descanso y esparcimiento y los peregrinos tenían que esperar a menudo semanas en el pueblo para tener ocasión de cruzar las traidoras aguas de la Sonda Bardsey {en galés: Swnt Enlli; en inglés: Bardsey Sound).
Junto al aparcamiento hay un campo: Cae y Grogbren (en inglés: Gallows Field), cerca del cual se encuentra una gran roca roja. En la Edad Media, el abad del monasterio en la isla Bardsey iba a la roca para hacer justicia con los delincuentes locales. Si se les declaraba culpables, el malhechor era ahorcado y arrojado al Pwll Ddiwaelod (en inglés: The Bottomless Pool; en español: La Balsa sin Fondo). La balsa es una marmita de gigante formada a finales de la Edad de Hielo, gracias a bloques de hielo que quedaron atrapados bajo tierra y se derritieron formando balsas redondas y profundas.
Por encima del pueblo, en el Afon Daron, se encuentra Bodwrdda, una casa de principios de siglo XVI construida en piedra, la cual tenía un batán adyacente. Posteriormente se le añadieron dos grandes alas de ladrillo, dando una imponente fachada de tres plantas con ventanas de principios del siglo XVII. Al sur está Penrhyn Mawr, una granja de finales del siglo XVIII con gabletes en el frente.

## Isla Bardsey

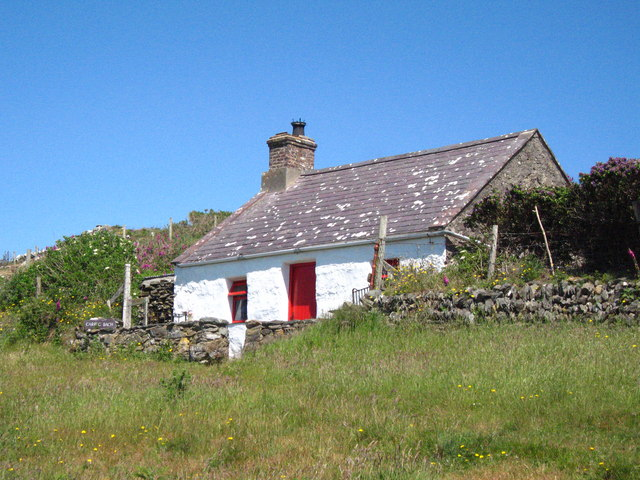
Las casas de campo en la isla Bardsey (en galés: Ynys Enlli) han sido rehabilitadas por la Fundación Isla Bardsey (en inglés: Bardsey Island Trust; en galés: Ymddiriedolaeth Ynys Enlli), que compró la isla en 1979.

La isla Bardsey (en galés: Ynys Enlli; en inglés: Bardsey Island), 1,9 millas (3,1 km) hasta el continente, fue habitada en tiempos neolíticos y permanecen restos de círculos de chozas. Durante el siglo V la isla pasó a ser refugio para cristianos perseguidos, y existió un pequeño monasterio celta. San Cadfan llegó desde Bretaña en 516 y, bajo su guía se construyó la Abadía de Santa María (St Mary's Abbey en inglés). Durante siglos la isla fue importante como el santo lugar de sepultura para todos los más valientes y mejores en la tierra. Los del lugar la laman la tierra de las indulgencias, la absolución y el perdón, el camino al Cielo y la puerta al Paraíso; y en tiempos medievales tres peregrinajes a la isla Bardsey eran considerados para el alma como equivalentes a Roma. En 1188 la abadía todavía era una institución celta, pero para el año 1212 pertenecía ya a los augustinos. Muchas personas todavía caminan el trayecto a Aberdaron y Uwchmynydd cada año siguiendo los pasos de los santos, aunque hoy en día solo quedan ruinas del campanario de la antigua abadía del siglo XIII. Una cruz celta entre las ruinas conmemora los 20.000 reputados santos enterrados en la isla.
La isla fue declarada Reserva Natural Nacional en 1986, y es parte del Área de Protección Especial Glannau Aberdaron ac Ynys Enlli (en galés:Ardal Gwarchodaeth Arbennig Glannau Aberdaron ac Ynys Enlli; en inglés: Glannau Aberdaron ac Ynys Enlli Special Protection Area). Ahora es un lugar favorito para el pajareo, en las rutas de migración de miles de aves. El Observatorio Aéreo y de Campo de Bardsey (en galés: Gwylfa Maes ac Adar Ynys Enlli; en inglés: Bardsey Bird and Field Observatory), fundado en 1953, capta y anilla 8.000 aves cada año para comprender sus patrones migratorios.

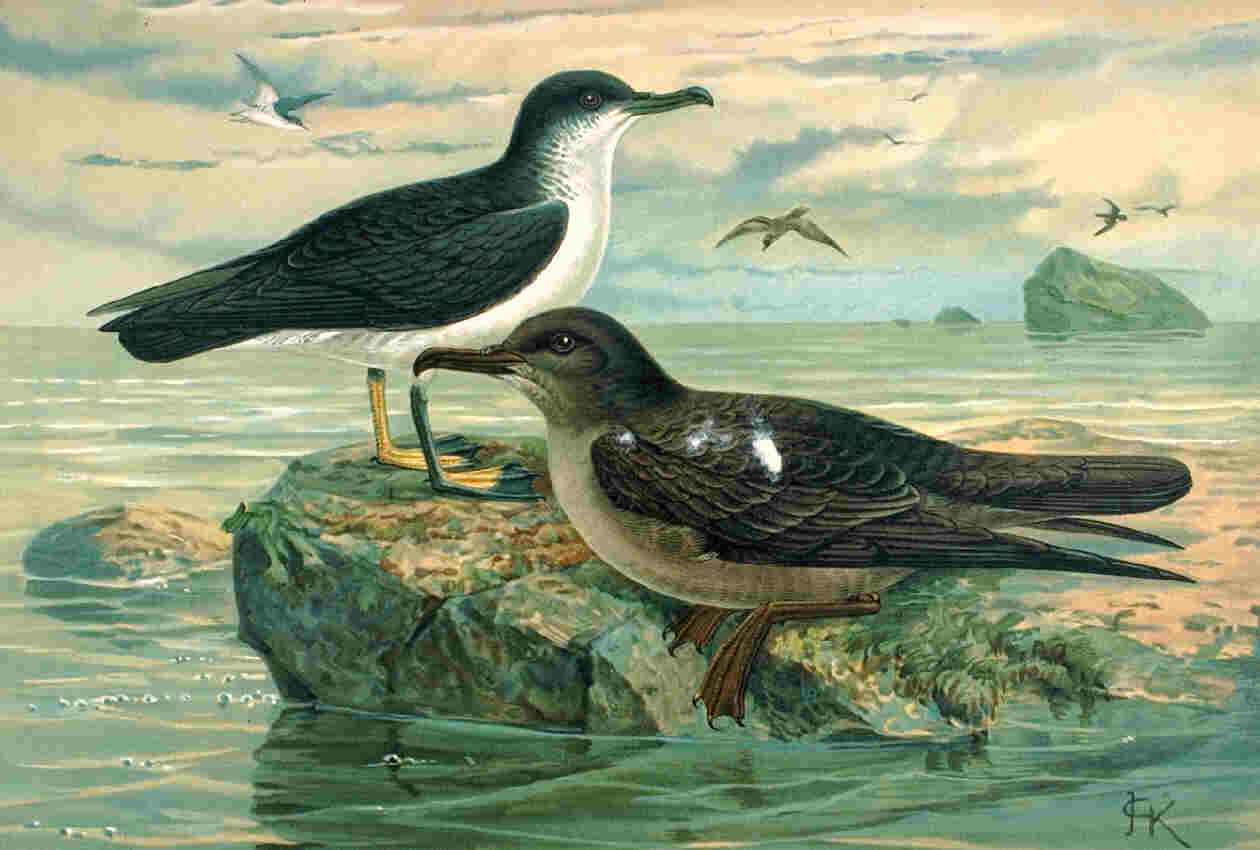
Cada año 7.00 pares de pardelas pichonetas van a la costa aprovechando la oscuridad para anidar en la isla Bardsey.

La Fundación Isla Bardsey (en galés: Ymddiriedolaeth Ynys Enlli; en inglés: Bardsey Island Trust) compró la isla en 1979, tras una petición apoyada por la Iglesia de Gales y muchas figuras galesas académicas y públicas. La fundación es financiada mediante las suscripciones de pertenencia, becas y donaciones, y se dedica a proteger la vida salvaje, los edificios y los sitios arqueológicos de la isla; promoviendo su vida artística y cultural y animando a la gente a visitarla como lugar de belleza natural y peregrinaje. Cuando, en 2000, la fundación buscó un arrendatario para las 440 acres (178 ha) de granjas de ovejas en la isla, recibieron 1.100 solicitudes.  El arrendamiento está en poder de la Royal Society for the Protection of Birds; y la tierra se cuida para mantener el hábitat natural. Crece avena, nabos y nabos suecos; se crían cabras, patos, gansos y pollos; y hay un rebaño mixto de ovejas y terneros negros galeses.

## Llanfaelrhys

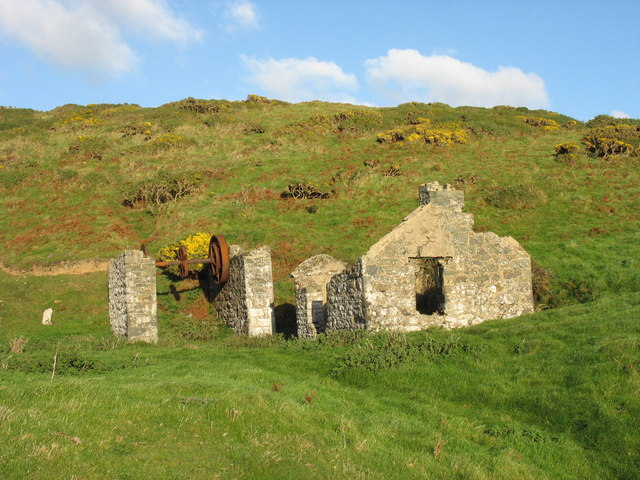
La mina de magnesio en Nant-y-Gadwen daba empleo a 200 personas en 1906. El mineral se usaba como agente fortalecedor para el acero.

A Porth Ysgo, propiedad de la Fundación Nacional, se accede por una empinada ladera desde Llanfaelrhys, 3,3 millas (5,3 km) al este de Aberdaron, pasada una mina de manganeso en desuso en Nant y Gadwen; la mina cerró en 1927, y producía 46.376 toneladas mientras funcionaba. Donde el camino desde Ysgo alcanza la playa, una cascada (Pistyll y Gaseg) cae sobre el acantilado. En el extremo este de la bahía se encuentra Porth Alwm, donde el arroyo Nant y Gadwen desemboca en el mar.  La playa, con orientación sur se compone de arena fina y firme.
Al oeste, se supone que luchó la última batalla el rey Arturo contra su archienemigo Mordred, en los campos alrededor de Porth Cadlan. Mar adentro hay un peñón (Maen Gwenonwy) que debe su nombre a la hermana de Arturo.
Lladron Maelrhys son dos grandes piedras en el límite entre Llanfaelrhys e Y Rhiw. Se afirma que hace años los ladrones asaltaron la iglesia de San Maelrhy, con la intención de robar dinero. Cogidos en el acto, huyeron para salvar sus vidas pero fueron apresados en las cercanías de Y Rhiw, y se les dio muerte en el mismo lugar. Las piedras marcan el lugar de su enterramiento. Otra versión sostiene que según cruzaban el límite de la parroquia fueron convertidos en piedra por su sacrilegio.

## Porthor

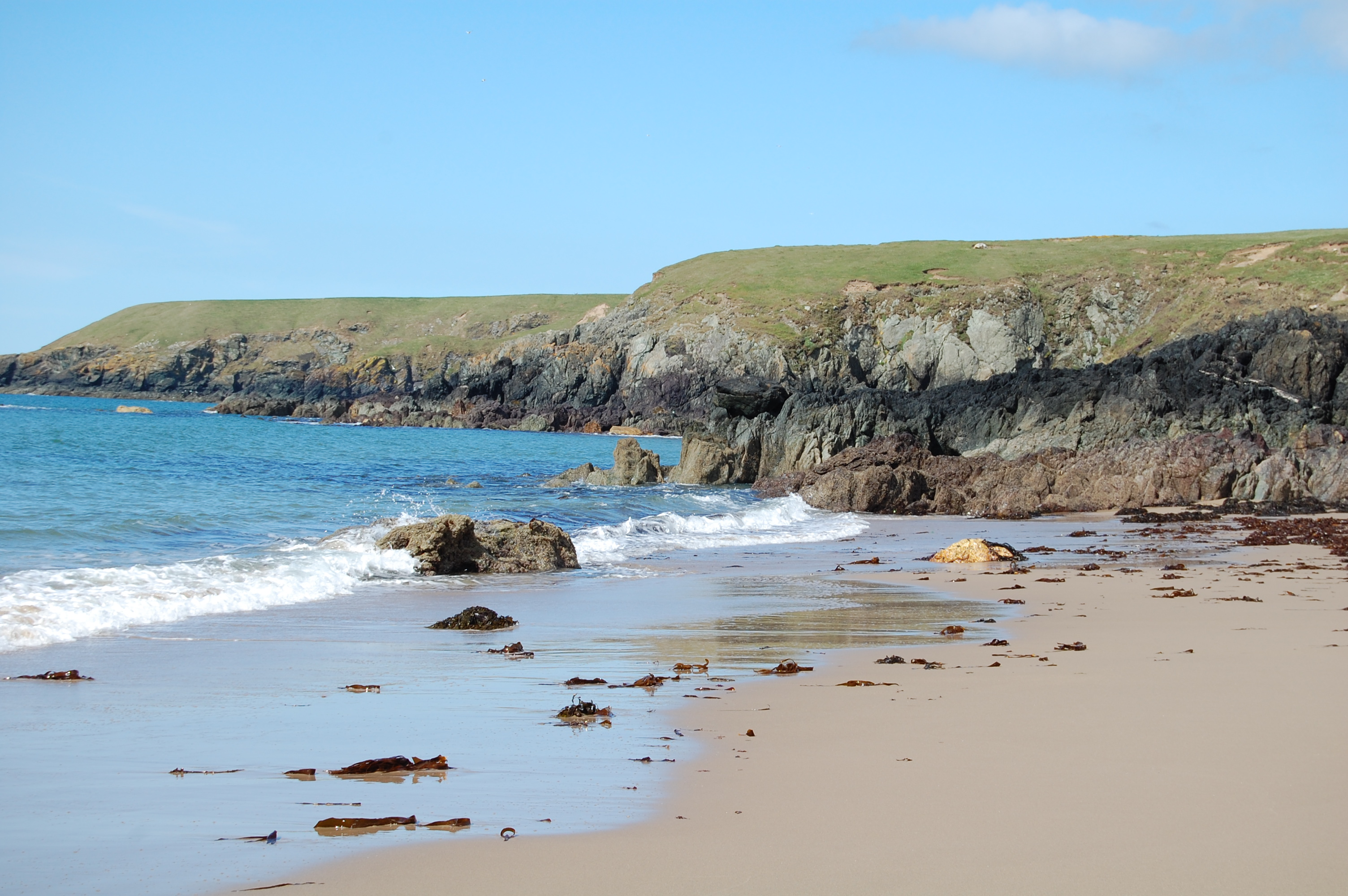
La playa de Porthor forma parte de una propiedad de 420 acre de costa, propiedad de la Fundación Nacional.

Porthor (en inglés: Whistling Sands; en idioma español: Arenas Silbantes) es una cueva 3,2 millas (5,1 km) al norte de Aberdaron con arena suave blanca. Cuando está seca, la arena chirria, bajo los pies. La playa con forma de luna está limitada posteriormente por escarpados acantilados de roca relativamente dura, en los cuales está excavada la cueva por acción del agitado mar. La bahía es el centro de una propiedad de la Fundación Nacional que consiste en 420 acres (170 ha) de línea de costa, cabo y tierra de cultivo, e incluye Mynydd Carreg (Montaña de Piedra) y Mynydd Anelog.
En las cumbres de las colinas que salpican los cabos hay brezos and retamos espinosos, dados forma por el predominante viento. Clavelinas del mar and serpillos salvajes prosperan sobre el ácido suelo. Los acantilados son una fortaleza de las chovas piquirrojas y un lugar donde anidar para alcas tordas y araos comunes. En las rocas más bajas, al alcance de las olas, hay gran cantidad de líquenes, macroalgas, esponjas, lapas y cirrípedos.

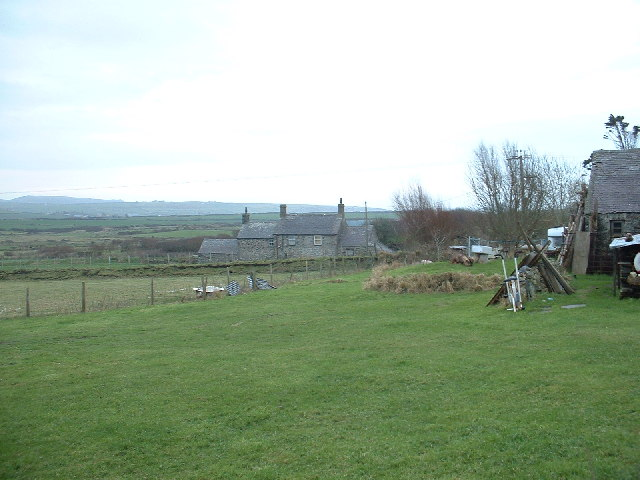
Se descubrieron las lápidas de dos sacerdotes del en el pueblo agrícola de Anelog.

Al sur están Dinas Bach y Dinas Mawr, penínsulas gemelas formadas a partir de cojines de lava erosionadps de 600 millones de años, de los que se cree que han sido de los primeros sitios fortificados de la Edad de Hierro. Se pueden ver gaviotas tridáctilas, grandes cormoranes y cormoranes moñudos en los acantilados, mientras aves de cría como los escribanos cerillos frecuentan los tojos. En Mynydd Anelog se han desarrollado planes experimentales para monitorizar diferentes métodos de manejar brezos para descubrir la mejor manera en que se puede conservar el hábitat para el futuro.
Al norte de Porthor está Porth Iago (Portal de Jacobo), una cueva rocosa con entrada estrecha mirando al sur, la cual tiene una pequeña playa y escarpados acantilados.

## Rhoshirwaun

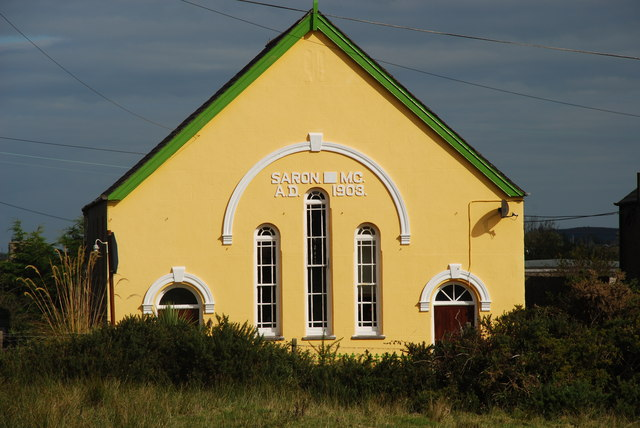
La Capilla Saron en Rhoshirwaun se abrió en 1903 por los metodistas calvinistas

Rhoshirwaun se encuentra 2,1 millas (3,4 km) al noreste de Aberdaron y era antiguamente un área de marismas. Suministraba combustible de cortes de turba, pasto para animales y alojaba a ocupantes, principalmente pescadores, que habían invadido las tierras comunes con la aceptación tácita de la comunidad. Se redactó un acta de cercamiento en 1802, diseñada para quitar a todos los propietarios que habían estado allí menos de veinte años. La resistencia a los desahucios fue intensa y solo se suprimió con un contingente de dragones. El acta se aplicó finalmente en 1814, se construyeron nuevas carreteras en el páramo, se establecieron las fronteras, se asignaron las asignaciones y se reclamaron los humedales.
Castell Odo, en Mynydd Ystum, es uno de los primeros asentamientos de la Edad de Hierro en Europa. Se sitúa a 480 pies (146 m) sobre el nivel del mar. La fortificación, de 165 pies (50 m) de diámetro, posee huellas visibles de ocho cabañas circulares. La cerámica hallada en el lugar data del año 425 a. C. Según la leyenda, un gigante (Odo Gawr) está enterrado bajo unas piedras en la cumbre. Cerca de allí hay una roca enorme conocida como Carreg Samson, supuestamente lanzada desde Uwchmynydd por Sansón. Se dice que los agujeros en la roca son las huellas de sus dedos, y que hay una olla de oro por debajo.
Al este del pueblo se encuentra Felin Uchaf, un centro educativo que estudia maneras de vivir y trabajar en asociación con el medio ambiente. Situado en una vieja granja, imparte cursos residenciales en habilidades rurales y agricultura sostenible. Se ha construido en el lugar una tradicional cabaña redonda de la Edad de Hierro.

## Uwchmynydd
Uwchmynydd, 1,8 millas (2,9 km) al suroeste de Aberdaron, tiene una larga historia de asentamientos humanos. Se han encontrado sílex del mesolítico en el área y se ha descubierto un hacha de piedra del neolítico en Mynydd Mawr. Son visibles cabañas circulares en las cumbres y se recuperó parte de un ancla romana en la playa de Trwyn Bychestyn.

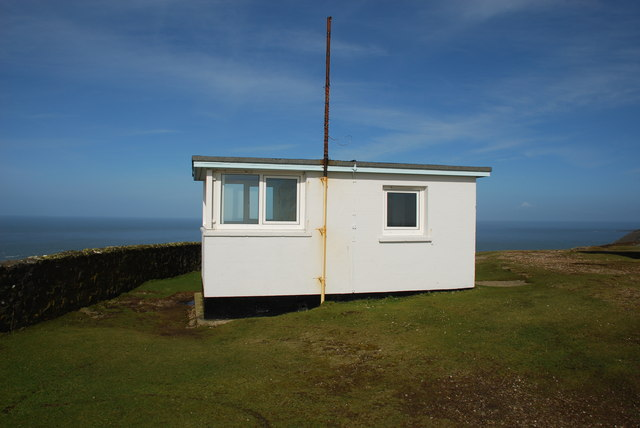
El puesto de guardacostas en Mynydd Mawr alberga ahora un mural creado por los niños del lugar.

En Mynydd Mawr el sitio de pícnic posee vistas que, en días adecuados, abarcan la bahía Cárdigan, la isla Bardsey y las montañas Wicklow. Por la noche, el Faro de South Stack es visible a la distancia. Una carretera a la cima, propiedad de la Fundación Nacional se construyó durante la Segunda Guerra Mundial para servir como acceso a las alturas, donde los hombres se apostaban para avisar pronto a Liverpool de los bombardeos de la Luftwaffe. El anterior punto de vigilancia del guardacostas, utilizado casi 80 años antes de quedar inutilizado en 1990, ofrece vistas sobre el estrecho de Bardsey. Contiene una exhibición y un mural creado por los niños de lugar.
El cabo de Braich y Pwll es la única ubicación conocida en el continente británico de la tuberaria guttata, con pétalos de color amarillo claro que solo duran un día. La costa aquí tiene amplio terreno de monte y montaña de hierba, dando paso a escarpados acantilados marinos y cuevas. Hay abundancia de vida salvaje y es una posición ventajosa ideal para observar las migraciones de aves en primavera y otoño. Se pueden ver chovas piquirrojas, halcones peregrinos, cernícalos comunes, frailecillos comunes, tarabillas comunes europeas, araos comunes y pardelas pichonetas, y se pueden avistar delfines, marsopas y focas en el agua.
Por encima de los acantilados marítimos se encuentran los restos de la Capel Mair (en español: Iglesia de Santa María; en inglés: St Mary's Church), donde acostumbraban los peregrinos invocar la protección de la Virgen María antes de emprender el peligroso cruce a la isla Bardsey. A los pies de Mynydd Mawr está Ffynnon Fair (en español:  Pozo de Santa María, en inglés: St Mary's Well), la última parada para los peregrinos al cruzar a la isla. El pozo es un manantial de agua dulce que queda cubierto dos veces al día por el mar, emergiendo de la marea con agua clara cristalina.

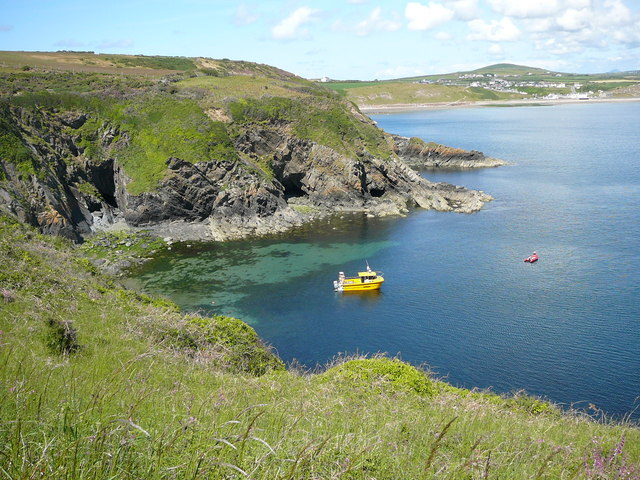
Porth Meudwy es el sitio de embarque tradicional para los peregrinos hacia la isla Bardsey.

Cwrt (Patio), ahora una gran granja, era el centro administrativo de la Abadía de Bardsey de sus propiedades en el continente y se conocía como la Corte de Bardsey. Los acantilados más escarpados en la península de Lleyn se encuentran en Y Parwyd, el lugar donde se desarrolla una historia local de fantasmas. En 1794 una pareja de recién casados se trasladó a una casa de campo cercana. Unos pocos años después fueron molestados por un fantasma, pero cuando leyeron un verso de la Biblia, el fantasma se retiró en dirección a Y Parwyd y se cernió sobre el borde del acantilado antes de desaparecer. La pareja finalmente se trasladó a Bodferin. En 1801 un piloto de barco fue llevado a tierra en las rocas detrás de los acantilados. Aun estando muy borracho, consiguió escalar la fachada del acantilado y, al alcanzar la cima, se durmió en un redil de ovejas. Muy de mañana se despertó y, todavía borracho, se marchó a casa. Sin embargo, caminó en dirección equivocada y desapareció más allá del límite del acantilado, adentro el mar.
El tradicional punto de embarque para los peregrinos que cruzaban a la isla Bardsey era la Ensenada del Ermitaño (en galés: Porth Meudwy, en inglés: Hermit's Cove), hoy en día una cueva de pesca de bogavantes. Más al sur está Porth y Pistyll, con buenas vistas de Ynysoedd Gwylanod (Islas de las Gaviotas), hogar para las colonias de frailecillos y araos; y Pen y Cil, donde se hallan lavas almohadilladas precámbricas, revelando cómo han sido contorsionadas a lo largo del tiempo.

## Y Rhiw

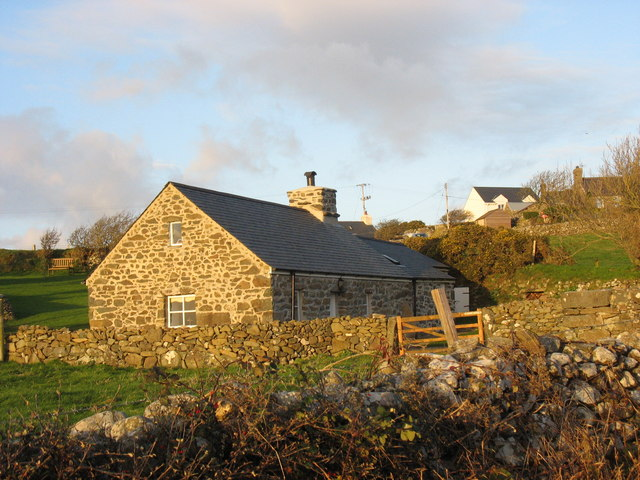
Bwlch y Garreg Wen (Paso de la Piedra Blanca) en Y Rhiw, construido en 1731, es una casa de campo croglofft, un tipo de casa de trabajador agrícola que se encuentra por toda la península de Lleyn.

La aldea sobre una cumbre de Y Rhiw está 3,9 millas (6,3 km) al este. Hay agradables vistas de la península de Lleyn hacia Snowdonia. En las laderas de Mynydd Rhiw hay una tardía cámara mortuoria de la Edad de Piedra, y canteras neolíticas. Cerca, en Mynydd y Graig (Montaña de la Roca), hay fuertes, varios círculos de cabañas y campos escalonados, de los que se cree que datan de finales de la Edad de Hierro; en 1955 se descubrió una urna cineraria de la Edad de Bronce en el pueblo.
Plas yn Rhiw (Finca en la Colina), propiedad de la Fundación Nacional para Lugares de Interés Histórico o Belleza Natural, es una casa de principios del siglo XVII que fue restaurada por las hermanas Keating en 1939, con consejo de Clough Williams-Ellis. Se cree que la casa está situada sobre o cerca de una casa defensiva anterior, construida por Meirion Goch en el siglo X para evitar las incursiones de los vikingos en Porth Neigwl (Boca del Infierno).

## Transporte
Aberdaron se sitúa al final de la carretera B4413 desde Pwllheli. Los autobuses hacia Nefyn y Pwllheli los dirige Arriba Buses Wales y Nefyn Coaches; Bardsey Boat Trips y Enlli Charters dirigen ferris de pasajeros hacia la isla Bardsey desde Pwllheli y Porth Meudwy; y la estación de tren más cercana está a Pwllheli.

## Servicios públicos
El agua y el saneamiento son suministrados por Dŵr Cymru (en inglés: Welsh Water; en español: Agua Galesa), propiedad de Glas Cymru, una compañía limitada por garantía; y la compañía eléctrica distribuidora es Scottish Power, una filial de la española Iberdrola.
Los servicios de ambulancia galeses (en galés: Gwasanaethau Ambiwlans Cymru; en inglés: Welsh Ambulance Services) suministran los servicios de ambulancias y paramédicos; y el Sector del Sistema Nacional de Salud del Noroeste de Gales (en galés: Ymddiriedolaeth GIG Gogledd Orllewin Cymru; en inglés: North West Wales Trust) se encarga de los servicios hospitalarios. La comunidad hospitalaria más cercana es Ysbyty Bryn Beryl en Pwllheli; para accidentes las 24 horas del día y servicios de emergencia el recurso más cercano es Ysbyty Gwynedd (Hospital Gwynedd) en Bangor. La provisión general de servicios de salud es responsabilidad del Equipo de Salud Local de Gwynedd (en galés: Bwrdd Iechyd Lleol Gwynedd; en inglés: Gwynedd Local Health Board).
La aplicación de la ley es responsabilidad de la Policía del Norte de Gales (en galés: Heddlu Gogledd Cymru; en inglés: North Wales Police), formada en 1967 como Gwynedd Constabulary. El Servicio de Rescate y de Bomberos del Norte de Gales (en galés: Gwasanaeth Tân ac Achub Gogledd Cymru; en inglés: North Wales Fire and Rescue Service) se creó en 1996 con la fusión de las brigadas de bomberos de Gwynedd y Clwyd; suministra servicios de protección pública, haciendo funcionar la estación de bomberos de Abersoch.

## Educación
A principios del siglo XIX se edificó una escuela para educar a los niños pobres, alternándose en un ciclo de cuatro años entre Aberdaron, Llanfaelrhys, Bryncroes e Y Rhiw. El Acta de Educación Elemental de 1870 dotó a la escuela local de pizarras, pero tuvo la oposición de la iglesia establecida. El proceso de establecer pizarras fue muy largo, y el gobierno tuvo que hacer cumplir los reglamentos en Aberdaron, Llanfaelrhys e Y Rhiw. La escuela nacional abrió en Y Rhiw en 1877 con 74 alumnos registrados, y cerró en 1965.
La educación primaria la prové ahora Ysgol Crud y Werin en Aberdaron, que tiene 48 alumnos, e Ysgol Llidiardau en Rhoshirwaun, establecida en 1880, que tiene 30. En la última inspección de Ysgol Crud y Werin, por Estyn en 2008, no había alumnos con derecho a comidas escolares gratuitas, y el 84% venía de hogares donde se hablaba galés; el galés es el principal idioma en el que se desarrolla la enseñanza. Ysgol Llidiardau recibió la inspección por última vez en 2009; el 18% de los alumnos tenían derecho a comidas escolares gratuitas y el 36% venían de hogares donde la lengua predominante era el galés. Los estudiantes de la escuela secundaria asistían principalmente a Ysgol Botwnnog.

## Cultura
Aberdaron es una comunidad predominantemente de habla galesa, el 75,2% de la población habla esta lengua. Una biblioteca móvil visita varios lugares de la comunidad cada semana; y Llanw Llŷn, un papur bro publicado en Abersoch, sirve al área. Los periódicos en inglés son Caernarfon and Denbigh Herald, publicado en Caernarfon; y el Cambrian News, publicado en Aberystwyth. Tienen lugar recitales de harpa y conciertos en verano en la Iglesia de San Hywyn; Gŵyl Pen Draw'r Byd (en español: El Festival del Fin de la Tierra; en inglés: The Land's End Festival) es un evento anual que incluye conciertos junto a la playa y competiciones en la costa, con un concierto nocturno en Morfa Mawr Farm; Gŵyl Pentre Coll (en español: El Festival del Pueblo Perdido; en inglés: The Lost Village Festival), un festival de música acústica contemporánea, se ha celebrado desde 2008 en Felin Uchaf en Rhoshirwaun; y un eisteddfod local, Eisteddfod Flynyddol Uwchmynydd, tiene lugar en Ysgol Crud y Werin.
El poeta Ronald Stuart Thomas fue vicario de la Iglesia de San Hywyn entre 1967 y 1978. Cuando se jubiló pasó a vivir unos años en Y Rhiw. Fue un profundo nacionalista galés que aprendió a hablar galés cuya poesía se basaba en sus creencias religiosas. En 1995 fue nominado para el Premio Nobel de Literatura, y fue ampliamente premiado como el mejor poeta de tema religioso de sus tiempos. El protagonista de uno de los poemas de R S Thomas (Richard Robert Jones), más conocido como "Dic Aberdaron", había nacido en el pueblo en 1780. A pesar de recibir muy poca educación, se dice que sabía con fluidez catorce lenguas, y se pasó años viajando por el país acompañado por sus libros y su gato.

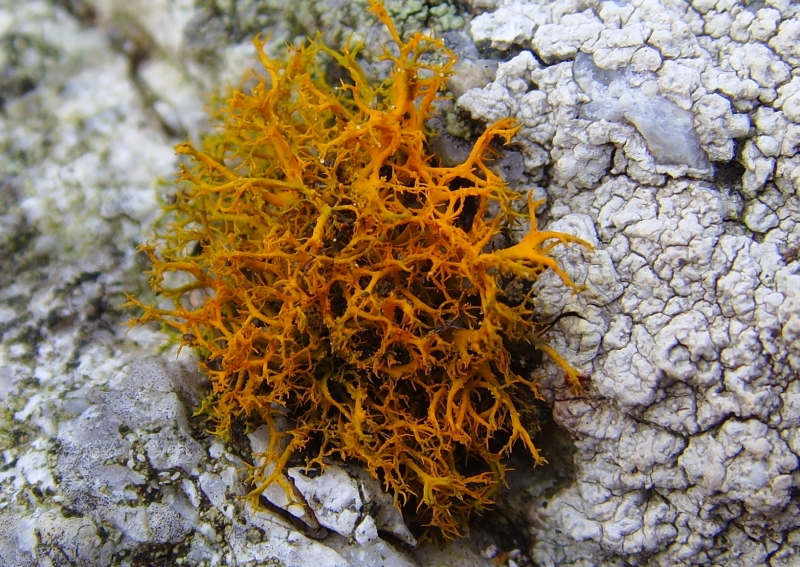
El liquen rubio, que es muy sensible a la contaminación aérea, se encuentra en Aberdaron. El poeta Dafydd Nanmor lo relacionó con el color del pelo de su amada.

William Rowlands ganó un premio en el Eisteddfod Nacional en 1922, por una historia de aventuras escrita por chicos. El libro Y Llong Lo (en español: El Barco de Carbón, en inglés: The Coal Ship) se publicó en 1924, y contaba la historia de dos chicos que pasaron como polizones en uno de los barcos que traían carbón a Porth Neigwl. El poeta sudafricano Roy Campbell publicó The Flaming Terrapin, escrito en una casa de campo croglofft por encima de Porth Ysgo, en 1922. Fue considerado como uno de los mejores poetas del periodo entre las dos Guerras Mundiales. Considerado como uno de los más significantes poetas galeses del siglo XV, Dafydd Nanmor comparó en Gwallt Llio el estridente color amarillo de las rocas de Uwchmynydd (cubiertas por telosquistas) con el color de pelo de su amada. Del poeta del siglo XVI Lewys Daron se cree que nació en Aberdaron; más conocido por su elegía a su amigo y compañero poeta Tudur Aled, que murió 1526.
La poeta Christine Evans (nacida en Yorkshire) vive medio año en la isla Bardsey y pasa los inviernos en Uwchmynydd. Se mudó a Pwllheli con trabajo como profesora y se casó en el seno de una familia agrícola de la isla de Bardsey. En su permiso por maternidad en 1976 empezó a escribir poemas y su primer libro se publicó siete años más tarde. Cometary Phrases (Frases Comentarias en español) fue el Libro Galés del Año 1989 y fue la ganadora del inaugural Premio Roland Mathias en 2005.
Edgar Ewart Pritchard, un cineasta amateur de Brownhills, produjo La Isla en el Presente (The Island in the Current en inglés), una película a color sobre la vida en la isla Bardsey, en 1953. Se guarda una copia de la película en el Archivo Nacional de Imagen y Sonido de Gales. Una linterna de vela descubierta en 1946 en un establo en Y Rhiw se expone ahora en el Museo de Historia Nacional de San Fagan; y cerámica de la Edad de Hierro hallada en Castell Odo se exhibe en el Museo y Galería de Arte de Gwynedd en Bangor.
Dilys Cadwaladr, la antigua maestra de la isla Bardsey, pasó a ser en 1953 la primera mujer en ganar la Corona en el Eisteddfod Nacional por su largo poema Y Llen. Alguno de los murales de la artista Brenda Chamberlain (ganadora en dos ocasiones de la Medalla de Oro al Arte en el Eisteddfod) todavía se pueden ver en los muros de Carreg, la isla donde vivió entre 1947 y 1962. El artista faunista Kim Atkinson, cuya obra ha sido ampliamente exhibida en Gales e Inglaterra, pasó su juventud en la isla y volvió a vivir allí en la década de 1980.
Desde 1999, la Fundación Isla Bardsey ha señalado a un Artista en Residencia para pasar varias semanas en la isla elaborando parte de su obra, que luego se exhibe en el resto del territorio. Se creó una residencia literaria en galés en 2002. La cantautora Fflur Dafydd pasó seis semanas trabajando en una colección de poesía y prosa. Su obra Hugo fue inspirada por su estancia y ha escrito dos novelas: Atyniad (en inglés: Attraction; en español: Atracción), que ganó la medalla de prosa en el Eisteddfod de 2006; y Twenty Thousand Saints (en español: Veinte Mil Santos), ganador del Oxfam Hay Prize, que narra cómo las mujeres de la isla, necesitadas de hombres, se volvieron unas a otras.
Era tradicional en la isla Bardsey elegir el Rey de Bardsey (en galés:Brenin Enlli; en inglés: King of Barsey), y desde 1820 en adelante era coronado por el Barón Newborough o su representante. La corona se guarda actualmente en el Museo Marítimo Merseyside en Liverpool, aunque se han realizado peticiones para que regrese a Gwynedd. Con el estallido de la Primera Guerra Mundial, el último rey (Love Pritchard) ofreció a los hombres de la isla y a él mismo para el servicio militar, pero se le rechazó dado que se le consideraba demasiado mayor, a la edad de 71 años. Pritchard se resintió y declaró la isla en poder neutral. En 1925 Pritchard abandonó la isla para buscar un modo de vida menos laborioso, pero murió al año siguiente.

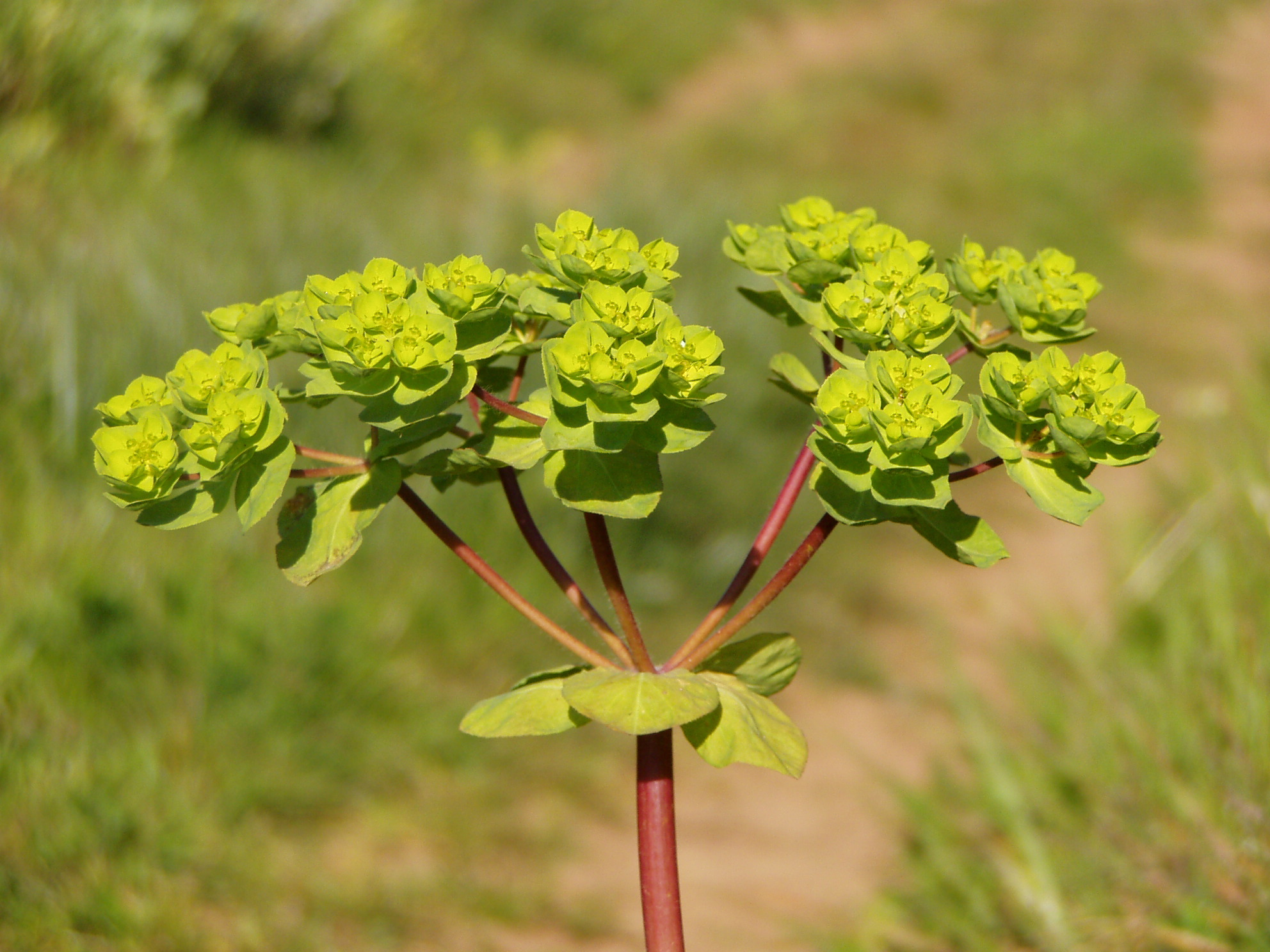
Se han descubierto que la esula redonda, euphorbia peplus, puede curar el 71% de los casos de basalioma.

Owen Griffith, un cualificado farmacéutico de Penycaerau a quien se le conocía como el Médico de las Verrugas Salvajes (en inglés: Doctor of the Wild Wart), usaba un remedio tradicional de hierbas para curar los basaliomas, también conocidos como úlcera rodente (rodent ulcer). El remedio había sido transmitido supuestamente en la familia desde hacía 300 años, gracias a un viajero irlandés. En 1932 una mujer murió mientras recibía el tratamiento y, a pesar de ello, la investigación de su muerte no señaló culpa alguna al tratamiento, el Oficial Médico Jefe en Caernarfonshire condenó a voces el tratamiento en la prensa. Antiguos pacientes salieron apoyando al farmacéutico y se mandaron peticiones al Departamento de Salud pidiendo que se le diera licencia a Griffith y su primo. En 2006 una compañía de biotecnología de Queensland anunció que se había hallado un gel que usa la sabía cruda de esula redonda en los tests para curar el 71% de los tumores.
Hay varios cuentos populares del Tylwyth Teg, la gente de hadas que habitaba la zona y la tierra invisible en la bahía Cárdigan. Uno de ellos habla de un granjero de Aberdaron que tenía la costumbre de salir de su casa antes de irse a la cama. Una noche le habló un forastero, y este le preguntó por qué le molestaba al granjero. Él, confuso, preguntó qué quería decir el forastero y le dijo que estuviera de pie con un pie sobre el del forastero. Hizo esto y pudo ver otra casa, justo detrás de la suya, y que todos los vertidos de la granja caían de la chimenea de la casa invisible. El forastero preguntó si el granjero cambiaría de sitio su puerta al otro lado de la casa, lo que el granjero hizo consiguientemente, tabicando la puerta original. Desde aquel día, los animales de cría del granjero prosperaron, y se convirtió en uno de los hombres más prósperos en la región.

## Religión
Se consagró una iglesia en Aberdaron en el siglo VI por San Hywyn, seguidor de San Cadfan. Era una institución importante, un monasterio y un centro de aprendizaje religioso, más que simplemente un lugar de culto para la gente del lugar. La actual iglesia de doble nave de San Hywyn (en inglés: St. Hywyn's Church, en galés: Eglwys Hywyn Sant), construida en 1137 y conocida como La Catedral de Llŷn, se erige sobre la costa y se encontraba en la ruta de peregrinaje a la isla Bardsey. Alberga una puerta románica arqueada de siglo XII, y un pequeño campanario cuadrado. La iglesia se amplió en 1417 y fue abandonada en 1841, cuando los vecinos del lugar decidieron construir una nueva iglesia: Eglwys Newydd, en el pueblo. El nuevo edificio, sin embargo, resultó no caer bien y la congregación regresó en 1906. Dentro hay una exposición sobre la vida y labores del poeta Ronald Stuart Thomas; y en el camposanto están Y Meini Feracius a Senagus (en español: Las Piedras de Veracius y Senacus, en inglés: The Veracius and Senacus Stones): las lápidas de dos monjes cristianos del siglo V, encontradas en el siglo XVIII en la granja cerca de Mynydd Anelog. En 2008 la iglesia se convirtió en el centro de la controversia cuando el vicario local consagró una pareja civil homosexual, tras la aprobación por el consejo local de la iglesia. El vicario recibió una reprimenda de Barry Morgan (el arzobispo de Gales). En referencia a las protestas del arzobispo, el vicario afirmó Había un poco de lío sobre esto (There was a bit of a to-do about it).

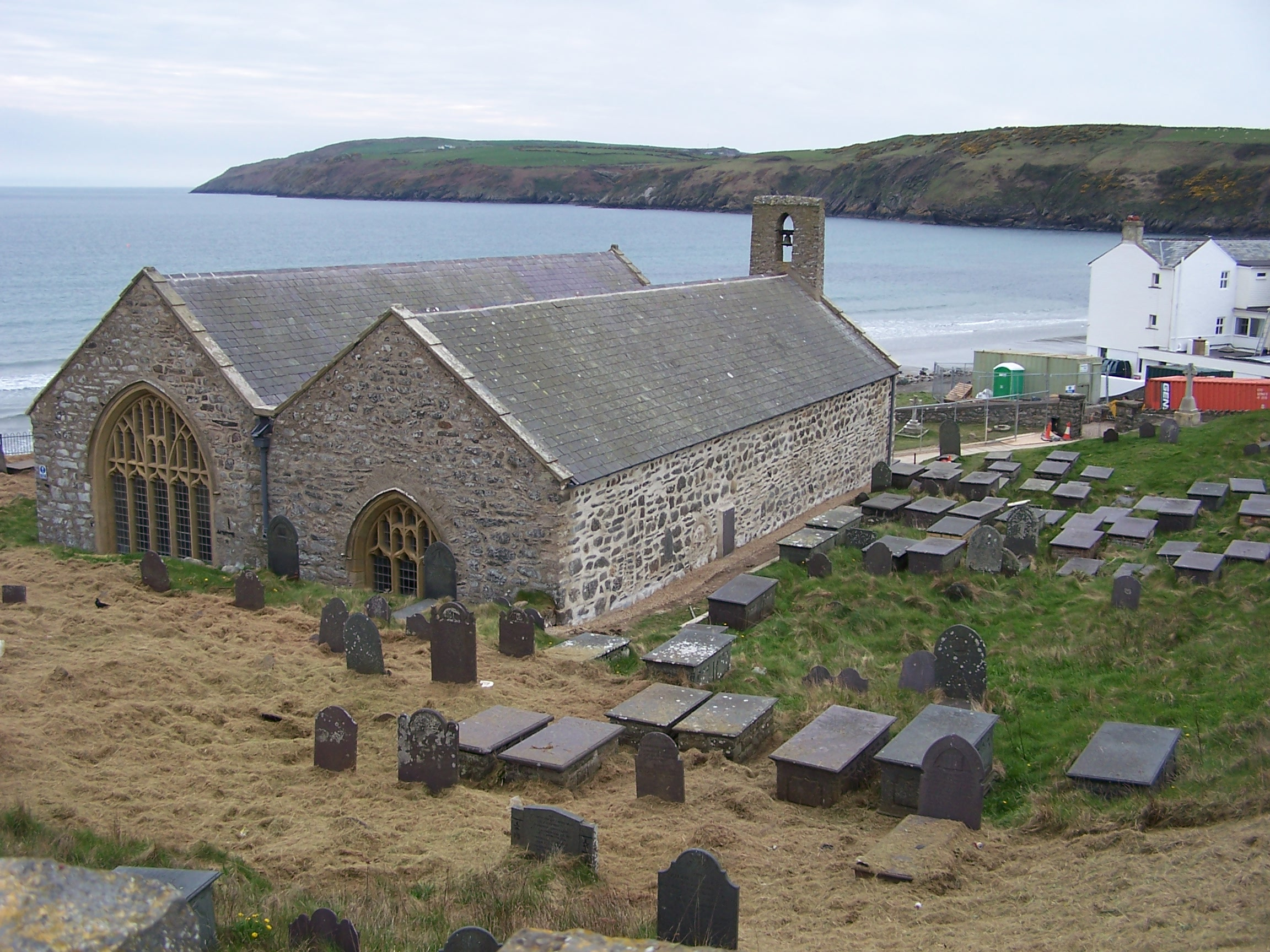
La iglesia de San Hywyn se construyó en 1137 en el lugar de un asentamiento religioso del y se la conoce como La Catedral de Llŷn.

La iglesia en Llanfaelrhys es la única en el Reino Unido dedicada a San Maelrhys, el primo tanto de San Cadfan como de San Hywyn, quien les acompañó a Gales desde Gran Bretaña. La leyenda atribuye el edificio de la iglesia a un comerciante que desembarcó un cargamento de harina cerca de Aberdaron durante una hambruna. Invirtió las ganancias de su venta en la construcción de una pequeña iglesia para los habitantes del lugar. La mayor parte del edificio es medieval. La fuente se remonta al siglo XV. Hay bancos sencillos de madera dura en la parte norte. En la parte sur hay bancos de iglesia de madera del siglo XIX. El cementerio contiene las tumbas de las tres hermanas Keating, quienes restauraron Plas yn Rhiw.
La iglesia de San Aelrhiw en Y Rhiw fue construida en 1860 sobre los cimientos de una iglesia anterior. Se compone de una pequeña nave y un pequeño coro, con las naves laterales al norte y al sur, y posee muros construidos en roca y un tejado de pizarra. El camposanto contiene las tumbas de algunos cuerpos que llegaron a la orilla en Porth Neigwl durante la Primera Guerra Mundial. Sobre Porth Iago está la localización de la antigua Iglesia de San Medin (ahora solo un túmulo funerario en medio de un campo), la cual era la iglesia parroquial de Bodferin.

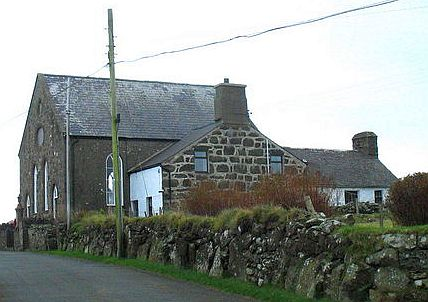
La Capilla Nebo en Y Rhiw se construyó en 1813 para los congregacionistas.

Uno de los primeros no-conformistas en la zona fue Morgan Griffith de Y Rhiw. En 1745 fue llevado al juzgado en Pwllheli, donde se le encarceló por no querer renunciar a sus creencias. Tras su liberación regresó a Y Rhiw y comenzó a predicar de nuevo. Rearrestado, fue devuelto a un barco de prisioneros en Inglaterra, donde murió posteriormente. Dos de las primerísimas capillas inconformistas en la península de Lleyn se establecieron en Penycaerau, en 1768, y en Uwchmynydd, en 1770. Los congregacionalistas inauguraron la Capilla Independiente Cephas en 1829, y Capel Nebo fue construida en Y Rhiw en 1813; Los metodistas wesleyanos siguieron en 1832 con la Capilla Pisgah. Para el año 1850 había ocho capillas noconformistas en Aberdaron; cinco en Y Rhiw y una en la isla Bardsey; pero se construyeron más. Los metodistas calvinistas inauguraron la Capilla Tan y Foel, y la Capilla Bethesda (la capilla baptista en Rhoshirwaun) se construyó en 1904. En Aberdaron también se ubica un campamento juvenil de la Iglesia Adventista del Séptimo Día llamado Glan-yr-afon, situado a 1 milla (1,6 km) del centro del pueblo.
En el censo de 2001, el 73,9% de la población afirmó ser cristiana, mientras que el 15,0% afirmó no tener religión.

## Deporte
Aberdaron alberga numerosas regatas marítimas destacando botes en clin únicos en la zona. Hay una famosa regata en agosto, donde las carreras están abiertas a la participación de todo aquel que quiera. Se operan viajes de recreo de pesca desde Porth Meudwy, pescando abadejos, carboneros y caballas, y también lábridos, lubinas, lisas y triglidae. Se pueden capturar lubinas y carboneros desde las rocas de Porth Iago, y lábridos, abadejos y verdeles son muy abundantes. El acceso es difícil en Uwchmynydd, pero se pueden pescar abadejos, verdeles, lábridos y congrios comunes; pintarrojas son abundantes; y lingas blancas se encuentran ocasionalmente.

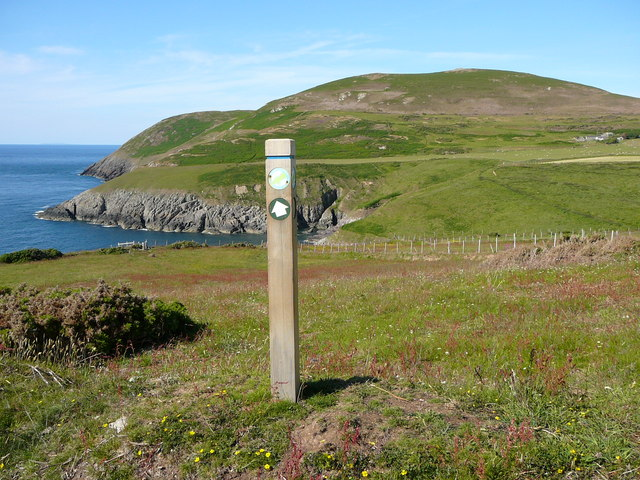
El Camino Costero de Lleyn (en galés: Llwybr Arfordir Llŷn, en inglés: Lleyn Coastal Path) se extiende 84 mi a lo largo de la costa de Gwynedd.

El pueblo es un famoso centro de senderismo y se sitúa en el Camino Costero de Lleyn (galés: Llwybr Arfordir Llŷn, en inglés: Lleyn Coastal Path), que recorre 84 millas (135,2 km) desde Caernarfon hasta Porthmadog. Es posible realizar kayak tanto desde Aberdaron como desde Porth Neigwl, y la meridional costa soleada es un enclave importante. Hay instalaciones de camping para practicantes de canoa en las costas de Porth Neigwl. Las corrientes marítimas son generalmente débiles, aunque las condiciones de desembarco son arriesgadas cuando hay viento o resaca del sur.
El área tiene excelentes posibilidades de practicar buceo. La visibilidad bajo el agua en la isla Bardsey ronda los 20 metros y hay una rica variedad de vida marina. Se la considera como una de las mejores zonas de submarinismo en Gwynedd. Los Ynysoedd Gwylanod son particularmente famosos, y el hundimiento del Glenocum, en Bae Aberdaron, es excelente para novatos, con una máxima profundidad de 8 metros. Un congrio muy grande vive en la sección baja de las compuertas de la caldera.  Este es un buceo espectacular en Pen y Cil, donde hay un naufragio y un buceo en caverna. En las cercanías Ddu Carreg es una aislada isla rocosa en la Sonda de Bardsey. Se debe tener cuidado ya que hay fuertes corrientes.

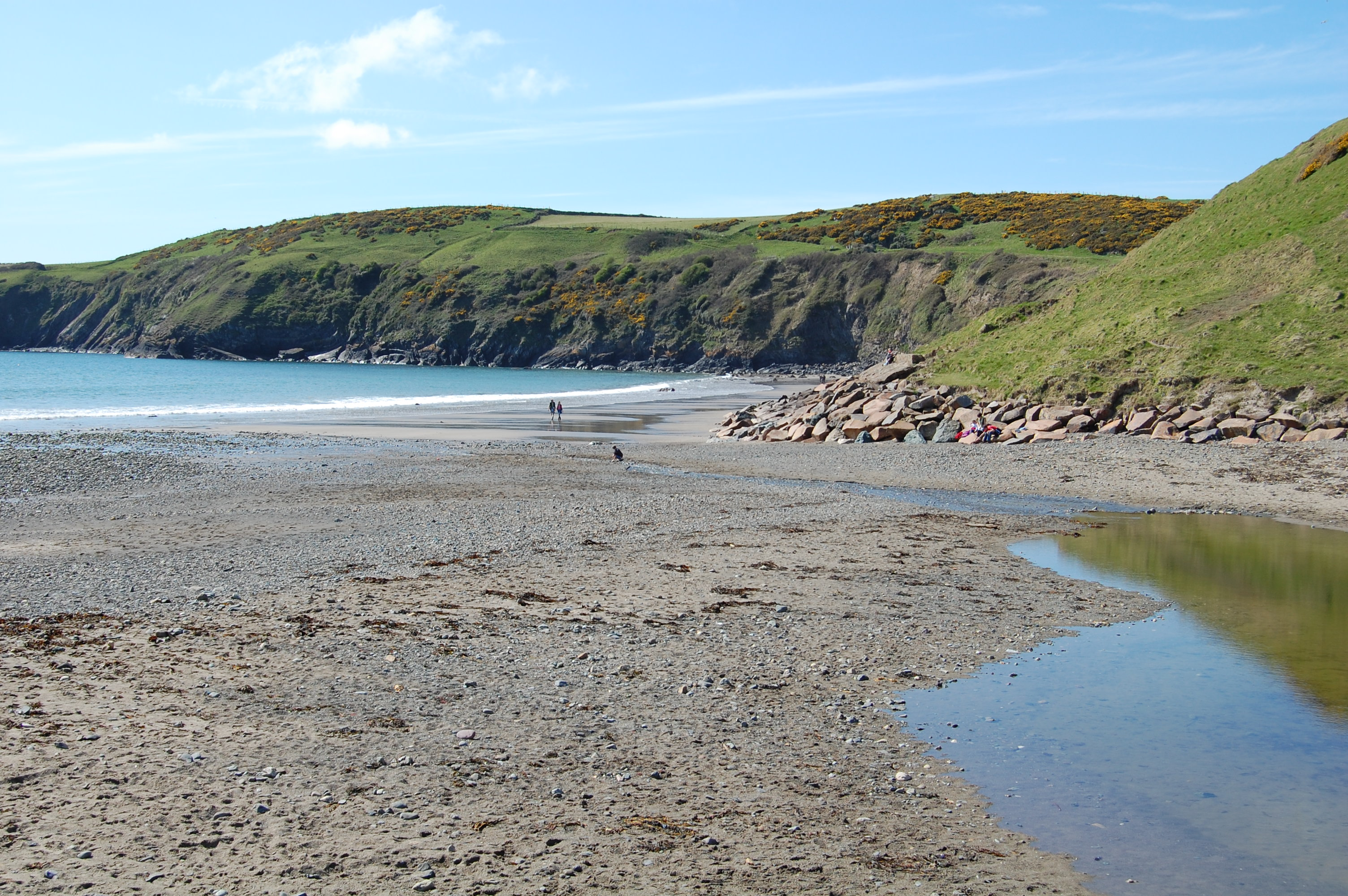
La playa en Aberdaron atrae tanto a bañistas como a surfistas. Recibió el Premio Costa de Playa (Seaside Award) en 2008.

Bañarse a lo largo de la costa es típico aquí. La Playa Aberdaron está orientada al suroeste y es arenosa, ligeramente a resguardo y segura. Recibió un Premio Costa de Playa (Seaside Award) en 2008. Porthor también atrae a bañistas y posee arenas que crujen cuando se camina por encima. La playa en Porth Neigwl recibió un Premio Costa Verde (Green Coast Award) en 2009; y Porth Ysgo es famosa por tener el mejor bulder en Gales, debido a sus diversas texturas y formas, y por sus perfectamente erosionados gabros. La Playa Aberdaron es un buen entorno para todos los niveles de surf, generándose olas consistentes y con la forma adecuada, aunque puede ser peligroso con marea alta cuando las olas rompen directamente contra las piedras por debajo del acantilado. En Porth Neigwl, sobre 3,7 millas (6 km) de longitud, sirve como lugar de surf incluso cuando en otras playas locales no se puede, generando grandes olas que son adecuadas para todos los surfistas. Los mejores surfistas se dirigen al extremo norte. Porthor es un destino popular para el embarque de pasajeros, y a menudo es el favorito de los estudiantes.